# 1947 en photographie
| Années de la photographie : 1944 - 1945 - 1946 - 1947 - 1948 - 1949 - 1950    |
| Décennies de la photographie : 1910 - 1920 - 1930 - 1940 - 1950 - 1960 - 1970 |

Cet article présente les faits marquants de l'année 1947 en photographie.

## Événements
- 21 février : l'inventeur américain Edwin H. Land présente  à l'Optical Society of America le premier Polaroïd. L'appareil prend, développe et imprime les photos sur papier photographique. La photographie à développement instantané (procédé Polaroïd) est commercialisée en 1948[1].
- Robert Capa, Henri Cartier-Bresson, George Rodger, William Vandivert et David Seymour fondent Magnum Photos, une coopérative photographique, qui réunira quelques-uns des plus grands photographes et photojournalistes du monde, afin de permettre aux photographes de garder un contrôle total sur les droits de leurs photos.
- Création de la Fédération internationale de l'art photographique (FIAP) ; les premiers pays à y adhérer sont la Belgique, les Pays-Bas, l'Italie, le Portugal et la Suisse ; en septembre, le Danemark, la Finlande et la Hongrie s'y joignent.
- Création de l'Association des photographes d'art polonais (pl) (ZPAF).
- Edward Steichen remplace Beaumont Newhall à la tête du département de la photographie du Museum of Modern Art (MoMA) de New York, aux États-Unis. Il y restera jusqu'en 1962 et y organisera en 1955 la célèbre exposition The Family of Man, qui parcourra ensuite le monde entier.
- L'Institut national de l'information géographique et forestière fait l’acquisition d’avions B17 américains pour réaliser des travaux de photographie aérienne[2].
- Création en France de la marque d'appareils photographiques Alsaphot par la société Alsetex.

## Photographies notables
- Germaine Krull, qui s'est associée avec Phot Sarasin et Jim Thompson pour reprendre l'hôtel Oriental à Bangkok en Thaïlande, entreprend de documenter la culture bouddhique et réalise environ deux mille photographies de temples, statues, objets d’art de Birmanie et de Thaïlande.
- 12 février : Willy Maywald réalise les photographies de la première collection de Christian Dior ; il travaillera pour la plupart des grands couturiers parisiens jusqu'en 1968[3],[4]

## Livres de photographies
- Robert Capa, Slightly out of focus, New York, Henry Holt and Co, 243 p. : texte et photographies de Capa sur la Seconde Guerre mondiale.
- Ylla, Le petit lion, texte de Jacques Prévert, Paris, Arts et métiers graphiques, 31 p.[5].

## Expositions
- 4 février - 6 avril : The Photographs of Henri Cartier-Bresson, Museum of Modern Art (MoMA), New York[6].
- 10 juin - 21 septembre : Alfred Stieglitz Exhibition: His Photographs, Museum of Modern Art (MoMA), New York[7].

## Festivals et congrès photographiques
- novembre : 2e Salon national de la photographie, Bibliothèque nationale, Paris[8].

## Prix et récompenses
- Prix Pulitzer de photographie : Arnold Hardy (en) pour la photographie prise le 7 décembre 1946 d'une femme appelant à l'aide d'une fenêtre de l'hôtel Winecoff en flammes à Atlanta[9].

## Naissances
- 10 janvier : François Le Diascorn, photographe français.
- 16 janvier : Bernard Descamps, photographe français.
- 17 janvier : Philip Plisson, photographe français, spécialisé dans la photographie maritime.
- 22 mars : Jean-Marc Tingaud, photographe français.
- 11 avril : Dominique Issermann, photographe française, travaillant principalement dans la mode et la publicité.
- 20 avril : Mario Cravo Neto, photographe brésilien.
- 29 avril : Jacob Holdt, photographe danois.
- 29 mai : Irmeli Jung, photographe finlandaise.
- 9 juin : Françoise Demulder, photojournaliste de guerre française, lauréate du World Press Photo en 1977 dont elle est la première lauréate féminine, morte le 3 septembre 2008.
- 10 juin : Teun Hocks, photographe néerlandais, mort le 27 février 2022.
- 17 juin : Xavier Armange, écrivain, illustrateur, photographe et éditeur français.
- 27 juin : François-Marie Banier, écrivain et photographe français.
- 6 juillet : Sylvain Julienne, photographe de guerre français, mort le 18 décembre 2019.
- 10 juillet : Trevor Key, photographe et graphiste anglais, mort le 6 décembre 1995.
- 11 juillet : Warren Bolster, photographe et photojournaliste américain spécialisé dans le skateboard et le surf, mort le 6 septembre 2006.
- 22 juillet : Frank Peeters, photographe belge.
- 30 juillet : Christian Vaisse, photographe français, mort le 20 juillet 2011.
- 28 juillet : Georges Rousse, photographe plasticien français, lauréat en 1993 du Grand Prix national de la photographie.
- 2 août : Marie-Laure de Decker, photographe et journaliste française, morte le 15 juillet 2023.
- 3 août : Michel Vanden Eeckhoudt, photographe belge, mort le 28 mars 2015.
- 12 août : Alain Quemper, photographe français, mort le 27 mai 2013.
- 9 septembre : Anthony Penrose, photographe britannique, directeur des archives des photographes Roland Penrose et Lee Miller, ses parents.
- 25 septembre : Paolo Roversi, photographe de mode et portraitiste italien.
- 7 octobre : Annelies Štrba, artiste et photographe suisse.
- 8 octobre : Stephen Shore, photographe américain.
- 13 octobre : Pierre-Jean Amar, photographe et historien de la photographie français.
- 27 octobre : Nicholas Nixon, photographe américain.
- 17 novembre Tom Drahos, photographe tchèque, lauréat en 2003 du prix Arcimboldo.
- 1er décembre : Jean Mulatier, caricaturiste et photographe français.
- 15 décembre : Jane Evelyn Atwood, photographe franco-américaine.
- 24 décembre : Eeva Rista, photographe finlandaise.
- 30 décembre : Bruno Réquillart, photographe français.

- Date précise inconnue ou non renseignée :
  - Hitoshi Fugo, photographe japonais, lauréat en 2010 du prix Ina-Nobuo.
  - Tony O'Shea, photographe irlandais.
  - Boris Savelev, photographe russe ukrainien.
  - Jock Sturges, photographe américain.

## Décès
- 24 février : René Servant, photographe français, né le 9 juin 1883.
- 13 avril : Nikolaï Andreïev, photographe pictorialiste russe, né le 1er octobre 1882.
- 8 mai : Eugène Cattin, facteur et photographe suisse, né le 21 janvier 1866.
- 11 septembre : Henri Manuel, photographe portraitiste français, né le 24 avril 1874.
- 14 septembre : Menno Huizinga, photographe néerlandais, né le 28 octobre 1907.
- 11 octobre : Philippe Tassier, peintre et photographe français, né le 2 juillet 1873.
- 30 novembre : Mario von Bucovich, photographe autrichien, actif en Allemagne, en France et aux États-Unis, mort le 16 février 1884.
- 18 décembre : Ernesto Aurini, peintre et photographe français, né le 3 mai 1873.

## Célébrations
Centenaire de naissance
- Georges Ancely
- Emilio Beauchy
- Pierre Bellingard
- Joseph Byron (en)
- Vittorio Calcina
- Hippolyte Délié
- Wordsworth Donisthorpe
- Vittorio Ecclesia
- Luigi Fiorillo
- John Fitz-Patrick
- Mollie Fly (en)
- Alvan S. Harper (en)
- Rafail Levitski
- Albert Lévy
- Heriberto Mariezcurrena
- José Maria Mora (en)
- W. L. H. Skeen (en)
- Nathaniel Stebbins (en)
- John Murray Thomas (es)

Centenaire de décès
- François Fauvel-Gouraud